# Перепис населення США (1830)
Перепис населення США 1830 року — п'ятий перепис у Сполучених Штатах, який провели 1 червня 1830 р. Єдині втрати даних перепису торкають лише деякі округи у штатів Массачусетс, Меріленд та Міссісіпі.
Перепис визначив населення 24 штатів 12 866 020, з яких 2 009 043 були рабами. Центр населення розташований у 27 милях (274 км) на захід від Вашингтона, округ Колумбія, у сьогоднішньому окрузі Грант, Західна Вірджинія.
Це був перший перепис населення, де місто — Нью-Йорк — зафіксував понад 200 000 населення.

## Питання перепису
Перепис 1830 року поставив такі питання:
- Прізвище голови сім'ї
- Адреса
- Кількість вільних білих чоловіків і жінок
  - у п’ятирічних вікових групах до 20 років
  - у вікових групах 10 років від 20 до 100 років
  - 100 років і старіших
- кількість невільників та вільних кольорових осіб у шести вікових групах
- кількість глухих і німих
  - молодших, як 14 років
  - від 14 до 24 років
  - 25 років і старше
- Кількість сліпих
- Кількість іноземців (що не натуралізовали)

## Результати перепису
| №  | Штат                                                   | Кількість населення |
| -- | ------------------------------------------------------ | ------------------- |
| 01 | Нью-Йорк                                               | 1 918 608           |
| 02 | Пенсільванія                                           | 1 348 233           |
| 03 | Вірджинія                                              | 1 044 054           |
| 04 | Огайо                                                  | 937 903             |
| 05 | Північна Кароліна                                      | 737 987             |
| 06 | Кентуккі                                               | 687 917             |
| 07 | Теннессі                                               | 681 904             |
| 08 | Массачусетс                                            | 610 408             |
| 09 | Південна Кароліна                                      | 581 185             |
| 10 | Джорджія                                               | 516 823             |
| 11 | Меріленд                                               | 447 040             |
| 12 | Мен                                                    | 399 455             |
| 13 | Індіана                                                | 343 031             |
| 14 | Нью-Джерсі                                             | 320 823             |
| 15 | Алабама                                                | 309 527             |
| 16 | Коннектикут                                            | 297 675             |
| 17 | Вермонт                                                | 280 652             |
| 18 | Нью-Гемпшир                                            | 269 328             |
| 19 | Луїзіана                                               | 215 739             |
| X  | Західна Вірджинія (на той час була частиною Вірджинії) | 176 924             |
| 20 | Іллінойс                                               | 157 445             |
| 21 | Міссурі                                                | 140 455             |
| 22 | Міссісіпі                                              | 136 621             |
| 23 | Род-Айленд                                             | 97 199              |
| 24 | Делавер                                                | 76 748              |
| X  | Флорида                                                | 34 730              |
| X  | Арканзас                                               | 30 388              |
| X  | Колумбія (федеральний округ)                           | 30 261              |
| X  | Мічиган                                                | 28 004              |
| X  | Вісконсин                                              | 3 635               |

## Рейтинг міст
| №  | Місто                                | Штат                         | Кількість населення |
| -- | ------------------------------------ | ---------------------------- | ------------------- |
| 01 | Нью-Йорк                             | Нью-Йорк                     | 202 589             |
| 02 | Балтимор                             | Меріленд                     | 80 620              |
| 03 | Філадельфія                          | Пенсільванія                 | 80 462              |
| 04 | Бостон                               | Массачусетс                  | 61 392              |
| 05 | Новий Орлеан                         | Луїзіана                     | 46 082              |
| 06 | Чарлстон                             | Південна Кароліна            | 30 289              |
| 07 | Нортен Лібертіес (зараз Філадельфія) | Пенсільванія                 | 28 872              |
| 08 | Цинциннаті                           | Огайо                        | 24 831              |
| 09 | Олбані                               | Нью-Йорк                     | 24 209              |
| 10 | Саутварк (зараз Філадельфія)         | Пенсільванія                 | 20 581              |
| 11 | Вашингтон                            | Колумбія (федеральний округ) | 18 826              |
| 12 | Провіденс                            | Род-Айленд                   | 16 833              |
| 13 | Ричмонд                              | Вірджинія                    | 16 060              |
| 14 | Сейлем                               | Массачусетс                  | 13 895              |
| 15 | Кенсінгтон (зараз Філадельфія)       | Пенсільванія                 | 13 394              |
| 16 | Портленд                             | Мен                          | 12 598              |
| 17 | Піттсбург                            | Пенсільванія                 | 12 568              |
| 18 | Бруклін (зараз Нью-Йорк)             | Нью-Йорк                     | 12 406              |
| 19 | Трой                                 | Нью-Йорк                     | 11 556              |
| 20 | Спрінг Гарден (зараз Філадельфія)    | Пенсільванія                 | 11 140              |
| 21 | Ньюарк                               | Нью-Джерсі                   | 10 953              |
| 22 | Луїсвілл                             | Кентуккі                     | 10 341              |
| 23 | Нью-Гейвен                           | Коннектикут                  | 10 180              |
| 24 | Норфолк                              | Вірджинія                    | 9 814               |
| 25 | Рочестер                             | Нью-Йорк                     | 9 207               |
| 26 | Чарлтон                              | Массачусетс                  | 8 783               |
| 27 | Баффало                              | Нью-Йорк                     | 8 668               |
| 28 | Дорджтаун (зараз місто Вашингтон)    | Колумбія (федеральний округ) | 8 441               |
| 29 | Ютіка                                | Нью-Йорк                     | 8 323               |
| 30 | Пітерсберг                           | Вірджинія                    | 8 322               |
| 31 | Александрія                          | Колумбія (федеральний округ) | 8 241               |
| 32 | Портсмут                             | Нью-Гемпшир                  | 8 026               |
| 33 | Ньюпорт                              | Род-Айленд                   | 8 010               |
| 34 | Ланкастер                            | Пенсільванія                 | 7 704               |
| 35 | Нью-Бедфорд                          | Массачусетс                  | 7 592               |
| 36 | Глостер                              | Массачусетс                  | 7 510               |
| 37 | Саванна                              | Джорджія                     | 7 303               |
| 38 | Нантакет                             | Массачусетс                  | 7 202               |
| 39 | Гартфорд                             | Коннектикут                  | 7 074               |
| 40 | Мояменінг (зараз Філедельфія)        | Пенсільванія                 | 6 822               |
| 41 | Спрингфілд                           | Массачусетс                  | 6 784               |
| 42 | Огаста                               | Джорджія                     | 6 710               |
| 43 | Лоувел                               | Массачусетс                  | 6 474               |
| 44 | Ньюберіпорт                          | Массачусетс                  | 6 375               |
| 45 | Лінн                                 | Массачусетс                  | 6 138               |
| 46 | Кембридж                             | Массачусетс                  | 6 072               |
| 47 | Тонтен                               | Массачусетс                  | 6 042               |
| 48 | Лексінгтон                           | Кентуккі                     | 6 026               |
| 49 | Редінг                               | Пенсільванія                 | 5 856               |
| 50 | Нашвіл                               | Теннессі                     | 5 566               |
| 51 | Ворік                                | Род-Айленд                   | 5 529               |
| 52 | Довер                                | Нью-Гемпшир                  | 5 449               |
| 53 | Гадсон                               | Нью-Йорк                     | 5 392               |
| 54 | Роксбері                             | Массачусетс                  | 5 247               |
| 55 | Марблгед                             | Массачусетс                  | 5 149               |
| 56 | Міддборо                             | Массачусетс                  | 5 008               |
| 57 | Сент-Луїс                            | Міссурі                      | 4 977               |
| 58 | Плімут                               | Массачусетс                  | 4 758               |
| 59 | Лінчбург                             | Вірджинія                    | 4 630               |
| 60 | Андовер                              | Массачусетс                  | 4 530               |
| 61 | Фредерік                             | Меріленд                     | 4 427               |
| 62 | Нью Лондон                           | Коннектикут                  | 4 335               |
| 63 | Гарісберг                            | Пенсільванія                 | 4 312               |
| 64 | Скенектаді                           | Нью-Йорк                     | 4 268               |
| 65 | Данверс                              | Массачусетс                  | 4 228               |
| 66 | Йорк                                 | Пенсільванія                 | 4 216               |
| 67 | Вустер                               | Массачусетс                  | 4 173               |
| 68 | Фолл-Ривер                           | Массачусетс                  | 4 158               |
| 69 | Дорчестер                            | Массачусетс                  | 4 074               |
| 70 | Беверлі                              | Массачусетс                  | 4 073               |
| 71 | Трентон                              | Нью-Джерсі                   | 3 925               |
| 72 | Нью-Берн                             | Північна Кароліна            | 3 796               |
| 73 | Вілмінгтон                           | Північна Кароліна            | 3 791               |
| 74 | Карлайл                              | Пенсільванія                 | 3 707               |
| 75 | Істон                                | Пенсільванія                 | 3 529               |
| 76 | Елізабет                             | Нью-Джерсі                   | 3 455               |
| 77 | Гейгерстаун                          | Меріленд                     | 3 371               |
| 78 | Колумбія                             | Південна Кароліна            | 3 310               |
| 79 | Фредеріксбург                        | Вірджинія                    | 3 308               |
| 80 | Мобіл                                | Алабама                      | 3 194               |
| 81 | Норвіч                               | Коннектикут                  | 3 135               |
| 82 | Міддлтаун                            | Коннектикут                  | 3 123               |
| 83 | Зейнсвілл                            | Огайо                        | 3 094               |
| 84 | Дейтон                               | Огайо                        | 2 950               |
| 85 | Стейбенвілл                          | Огайо                        | 2 937               |
| 86 | Фаєттвілл                            | Північна Кароліна            | 2 868               |
| 87 | Чіллікоті                            | Огайо                        | 2 846               |
| 88 | Аллегейні                            | Пенсільванія                 | 2 801               |
| 89 | Натчез                               | Міссісіпі                    | 2 789               |
| 90 | Аннаполіс                            | Меріленд                     | 2 623               |